# Perry Como in Italy
Perry Como in Italy – album studyjny włosko-amerykańskiego piosenkarza Perry’ego Como wydany w lipcu 1966 roku przez wytwórnię RCA Victor. Jest to czternasty długogrający album Como wydany w formacie 12-calowej płyty LP. Został nagrany między 9 a 19 maja 1966 roku w RCA Italiana Studios w Rzymie.

## Lista utworów

### Strona pierwsza
1. „Souvenir d'Italie”
2. „Oh Marie”
3. „Cominciamo ad amarci”
4. „Love Theme from "La Strada" (Traveling Down a Lonely Road)”
5. „Forget Domani”
6. „Anema e core”

### Strona druga
1. „Un giorno dopo l'altro (One Day is Like Another)”
2. „Santa Lucia”
3. „E Lei (To You)”
4. „Toselli's Serenade (Dreams and Memories)”
5. „O Marenariello”
6. „Arrivederci Roma (Goodbye to Rome)”